# Ho-lian Po-po
Ho-lian Po-po (赫連勃勃, pinjin Hèlián Bóbó, 381-425, ur. 407–425) a kínai hsziungnu állam, Hszia alapító császára. Posztumusz neve Vu-lie Ti (Wǔ Liè Dì) (武烈帝), templomi neve Si Cu (Shì Zhǔ) (世祖).

## Korai évei
Liu Po-po 381-ben született. Apja Liu Vej-csen (Liu Weichen) (劉衛辰) fontos hsziungnu vezető volt, a Csien Csin (Jian Qin) állam vazallusaként, anyja Fu úrnő.
Liu az apjának fiatalabb fiai közé tartozott.
Miután a Csin (Qin) állam összeomlott II. Fu Csien (Fu Jian) Fej-folyói csatában (Fei-folyói csatában) elszenvedett vereségét követő lázadásokban, Vej-csen (Weichen) átvette az irányítást egyes területein: a Sárga-folyótól délre lévő Belső-Mongóliát, és a Sanhszi (Shanxi) tartomány északi részét vetette uralma alá. Míg hivatalosan a Hou Csin (Hou Qin) és Hszi Jen (Xi Yan) állam vazallusa volt, valójában erős független uralkodó volt.
Vej-csen (Weichen) 391-ben elküldte másik fiát, Liu Cse-liti (Liu Zhilidi)t, hogy támadja meg Pej Vej (Bei Wei) államot, de azon állam hercege, Tao Vu-ti (Dào Wǔ Dì) (azaz To-pa Kuj (Tuòbá Guī)) nemcsak, hogy legyőzte Cse-liti (Zhilidi)t, de a Sárga folyón átkelve Vej-csen (Weichen) fővárosát (a mai Ordosban, Belső-Mongóliában) is megtámadta, és azt elfoglalva Vej-csen (Weichen)t és fiait menekülésre kényszerítette. Másnap Vej-csen (Weichen)t az alattvalói megölték, és Cse-liti (Zhilidi)t is elfogták. Tao (Dào) elfoglalta földjüket és lemészárolta családjaikat.
Azonban Liu Po-po megszökött és a jüekan (xuegan) törzshöz menekült, ahol annak vezetője Taj Hszifu (Tai Xifu) nem adta ki Vej (Wei) állam kérésére, hanem elküldte a hszienpi (xianbei) törzsfőnökhöz, Mo Jikan (Mo Yigan)hoz, Kaoping (Gaoping) hercegéhez, a Hou Csin (Hou Qin) állam vazallusához, ahol ő nemcsak menedéket biztosított számára, hanem összeházasította egyik lányával. Liu ezutáni néhány évéről nem sokat tudunk.
Nem sokkal később, 407-ben Liu, aki közben, mint jóképű, intelligens, jól beszélő ifjú kezdett ismertté válni, a Hou Csin (Hou Qin) császár, Jao Hszing (Yáo Xǐng) látóterébe került. Jao Hszing (Yáo Xǐng)et annyira lenyűgözték Liu képességei, hogy csapatai főparancsnokának akarta kinevezni a Pej Vej (Bei Wei) elleni háborúban. Azonban Jao Hszing (Yáo Xǐng) testvére Jao Jung (Yao Yong) ez ellen beszélt, hogy Liu megbízhatatlan, mondván: Liu arrogáns a feletteseivel és a öregekkel. Kegyetlen az alárendeltjeivel és munkatársaival. Valamint mohó, hűtlen, szeretet nélküli és udvariatlan a barátságban. Gyorsan változtatja a viselkedését, és hagy abba dolgokat. Ha egy ilyen típusú emberben bízol és pártfogolod, biztos, hogy katasztrófát okoz.
Emiatt a császár elállt a főparancsnoki kinevezéstől, de azért tehetsége miatt megtette Vujüan (Wuyuan) hercegének és tábornoknak nevezte ki, hogy védje meg Soufang (Shoufang)ot.
407-ben Jao Hszing (Yáo Xǐng) – miután sorozatos vereségeket szenvedett Pej Vej (Bei Wei)től – úgy döntött békét köt vele. Amint ezt Liu meghallotta, dühös lett, hiszen apját az északiak ölték meg, és lázadást szervezett. Erőszakkal elfogta a Jücsiulü Sölun (Yujiulü Shelun), zsuanzsuan kán által Jao Hszing (Yao Xing)nek ajándékul küldött lovakat, és egy meglepetésszerű támadással elfogta és megölte apósát Mo Jikan (Mo Yigan)t, majd elfoglalta Kaoping (Gaoping)et.
Ezután Nagy Jü (Da Yu), a Hszia-dinasztia (Xia-dinasztia) alapítójának leszármazottjának deklarálta magát, és államát Hsziának (Xiának) nevezte el.
Felvette az "Égi Herceg" címet és annak uralkodója lett.

## Uralkodása

### Korai szakasz
Háborúkat indított, uralmát kiterjesztette.
413-ban családi ügyeit rendezve, eldöntötte, hogy családja nevét megváltoztatja. Felmenői vették fel a Liu nevet a Han-dinasztia miatt, mellyel még annak hercegnőin keresztül Mao-tun idejétől álltak leszármazási, családi kapcsolatokban. Liu azonban úgy gondolta, hogy ideje elvágni a Han családi szálat és az Egekkel kapcsolni össze magát, ezért nevét Ho-lian (Helian)ra változtatta, mondván hogy ő az Éggel (Ho (Hé)) áll összeköttetésben (lián).
417-ben el akarva foglalni a Csin (Jin) trónt, csapatait fővárosuk, Csangan (Changan) ellen indította. Miután a császár csapatait legyőzte, elfoglalta a fővárost. Bevonult és császárnak kiáltotta ki magát.

### Késői szakasz
Felépítette megerődített városát Tungvancseng (Tongwancheng)et.
Uralma 425-ig tartott. A trónon fia, Ho-lian Csang (Hèlián Chāng) követte.

## Családi információk
- Apja: Liu Vej-csen (Liu Weichen), hsziungnu törzsfő, posztumusz Huan császár
- Anyja: Fu úrnő, posztumusz Huan császárnő
- Feleségei:
  - Mo úrnő, a hszienpi (xianbe) vezér Mo Jikan (Mo Yigan) lánya
  - Liang császárnő (414-től)
- Gyerekei:
  - Fiai:
  - Ho-lian Kuj (Helian Gui)
  - Ho-lian Jen (Helian Yan)
  - Ho-lian Csang (Helian Chang), koronaherceg, Pingjüan (Pingyuan) hercege, a későbbi császár (425–428)
  - Ho-lian Ting, hszia császár (428-431)
  - Lányai:
  - Ho-lian hercegnő (Helian hercegnő), később császárné, Taj Vu-ti (Taiwudi) Pej Vej (Bei Wei) császár felesége